# Nunzia De Girolamo
Nunzia De Girolamo (Benevento, 10 ottobre 1975) è una conduttrice televisiva ed ex politica italiana.
È stata deputata per due legislature, la XVI e la XVII; inoltre, dal 28 aprile 2013 al 27 gennaio 2014 è stata Ministro delle politiche agricole alimentari e forestali nel governo Letta.

## Biografia
Nasce e cresce a Benevento, nel quartiere Ferrovia, figlia di Nicola De Girolamo, direttore del consorzio agrario locale. Dopo essersi diplomata presso il liceo classico "Pietro Giannone" di Benevento, si è iscritta alla facoltà di giurisprudenza dell'Università "La Sapienza" di Roma. Conseguita la laurea, ha intrapreso la carriera forense, occupandosi di diritto civile, diritto del lavoro, diritto commerciale e bancario. Contemporaneamente alla pratica forense, ha collaborato con l'Università degli Studi del Sannio e con l'Università degli Studi del Molise.

## Attività politica

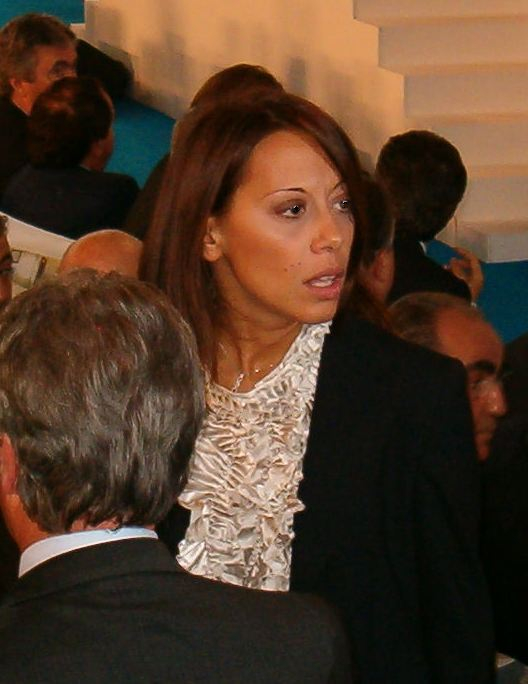
Nunzia De Girolamo nel 2009

Si impegna in politica, diventando coordinatrice cittadina di Forza Italia a Benevento nell'ottobre 2007. Alle elezioni politiche del 2008 viene candidata ed eletta deputato alla Camera dei deputati, nella lista de Il Popolo della Libertà. Successivamente diventa membro del Consiglio Direttivo PdL alla Camera.

È salita per la prima volta agli onori della cronaca per aver intrattenuto insieme con la collega Gabriella Giammanco, durante una delle prime sedute parlamentari della legislatura, uno scambio di bigliettini "galanti" col premier Silvio Berlusconi.
Alle elezioni politiche del 2013 viene rieletta deputato alla Camera, nella medesima circoscrizione Campania 2 tra le liste PdL.
Il 28 aprile 2013 giura nelle mani del Presidente della Repubblica Giorgio Napolitano come Ministro delle politiche agricole alimentari e forestali nel governo di larghe intese tra PdL, Partito Democratico, Scelta Civica e Unione di Centro, guidato da Enrico Letta. È la seconda donna, dopo Adriana Poli Bortone, a ricoprire questo ruolo.
Il 30 settembre dello stesso anno, assieme agli altri ministri del PdL, presenta dimissioni "irrevocabili", che successivamente vengono respinte dal Presidente del Consiglio Letta.
Il 16 novembre 2013, con la sospensione delle attività de Il Popolo della Libertà, aderisce al Nuovo Centrodestra guidato da Angelino Alfano.
Il 26 gennaio 2014, prima che la Camera voti una mozione di sfiducia presentata nei suoi confronti dal Movimento 5 Stelle in seguito al suo presunto coinvolgimento nello scandalo che ha interessato l'ASL di Benevento, si dimette dalla carica di ministro, dimissioni che vengono accolte il giorno dopo dal premier Enrico Letta. Il 5 marzo è eletta capogruppo alla Camera dei deputati del Nuovo Centrodestra al posto di Enrico Costa, che lascia l'incarico perché nominato sottosegretario di Stato alla Giustizia del nuovo governo Renzi. Ad ottobre viene eletta vicepresidente della Giunta per le autorizzazioni a Montecitorio.
In contrasto con il leader Angelino Alfano per il fatto di voler uscire dal governo, l'8 aprile 2015 viene sostituita, dopo aver rifiutato di dimettersi, da Maurizio Lupi come capogruppo alla Camera di Area Popolare, decidendo però di rimanere come minoranza nel partito, pur non condividendone da tempo la linea. Il 2 giugno al Teatro Nuovo di Milano insieme a Marco Reguzzoni della Lega lancia I Repubblicani, nuovo movimento nato con l’intento, non riuscito, di raggruppare le varie anime del centrodestra dopo l’introduzione della nuova legge elettorale e quindi l’idea di una federazione tra Forza Italia, Lega, Fratelli d’Italia e il partito di Alfano. Il 22 settembre dello stesso anno, in polemica col suo partito per quello che lei interpreta come un appiattimento sulle posizioni del Partito Democratico, annuncia la sua fuoriuscita dal Nuovo Centrodestra per approdare in Forza Italia, seguita da 120 amministratori campani; sarà poi commissario del partito in Molise fino all'agosto 2017.
L'anno seguente si ricandida alla Camera come capolista per il proporzionale nel collegio Bologna-Imola, poiché nel suo collegio Avellino-Benevento a sorpresa sarebbe seconda dietro a Cosimo Sibilia (e per questo accusa il coordinatore regionale Domenico De Siano), ma non viene eletta.

## Dopo la politica
Da luglio 2018 ha una rubrica sul quotidiano Il Tempo dal titolo Nunzia Vobis e una rubrica settimanale sul quotidiano Libero dal titolo Piazza del Popolo. Dal 2020 è giornalista pubblicista, iscritta all'Ordine dei Giornalisti del Lazio.

## Impegni in televisione e radio
Dal settembre dello stesso anno e fino al 2021 collabora come opinionista e inviata a Non è l'Arena, programma di LA7 condotto da Massimo Giletti. In questo contesto ha seguito in prima linea la storia delle sorelle Napoli, le tre sorelle siciliane minacciate dalla mafia. Dal 30 marzo 2019 partecipa come concorrente alla quattordicesima edizione del talent show Ballando con le stelle, gareggiando in coppia con il ballerino professionista Raimondo Todaro; è protagonista di scontri spesso accesi con la giurata Selvaggia Lucarelli. Si classifica quinta, con ampio consenso del televoto social e del voto telefonico. Il 30 settembre prende parte a Stasera tutto è possibile su Rai 2.
Oltre a La vita in diretta, tra il 2021 e il 2023 è opinionista in vari talk show come Stasera Italia, Controcorrente e Piazzapulita.
Il 13 febbraio 2021 debutta come conduttrice su Rai 1 con il programma di attualità Ciao Maschio. Il 12 febbraio 2022 riparte la seconda stagione del programma di attualità Ciao Maschio che termina il 9 luglio mentre dal 21 gennaio al 15 aprile 2023 va in onda la terza. 
Nelle estati del 2023 e 2024 insieme a Gianluca Semprini conduce su Rai 1 Estate in diretta, versione estiva de La vita in diretta.
Il 10 ottobre prende il via in prima serata su Rai 3 il suo nuovo talk Avanti popolo che viene interrotto il 30 gennaio 2024 per i bassi ascolti. Torna poi a condurre altre edizioni di Ciao maschio.
Dal 12 gennaio 2025 conduce, con Gianluca Semprini e di domenica dalle 12 alle 13.30, il programma Maschio selvaggio su Rai Radio 2.

## Controversie
Il 4 novembre 2023 è stata segnalata dalle Cpo di Fnsi, Odg e Usigrai, al presidente dell'Ordine dei giornalisti Lazio e al Consiglio di disciplina, per violazione delle norme deontologiche nella conduzione della trasmissione Rai Avanti popolo in una puntata del 31 ottobre 2023 dedicata a un caso di stupro. Nunzia De Girolamo viene accusata di aver spettacolarizzato una grave violenza di genere, e di aver esposto la giovane vittima ad episodi di colpevolizzazione. 
In un articolo online di "Anteprima24.it" del 18 gennaio 2024, la De Girolamo viene contestata negativamente per "inquadrature audaci" al fine di aumentare lo share del suo programma. L'articolo si riferisce all'outfit indossato dalla conduttrice in una puntata del 16 gennaio 2024, considerato "sensuale", teso a ricavare un maggior numero di ascolti. Nunzia De Girolamo si difende considerando le accuse "infondate e sessiste".

## Procedimenti giudiziari

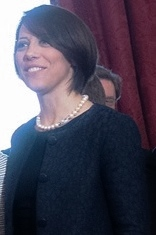
Nunzia De Girolamo il 28 aprile 2013

### Concussione, abuso d'ufficio e voto di scambio
Nel 2016 la procura di Benevento ha chiesto il rinvio a giudizio di Nunzia De Girolamo nell'ambito dell'inchiesta sulle presunte irregolarità per falsi mandati di pagamento all’Asl locale per fatti risalenti al 2012; tra i vari punti focali, gli appalti per il servizio del 118. I reati ipotizzati dai magistrati sono concorso in concussione, abuso d'ufficio e offerta di utilità per ottenere voti elettorali. Proprio per questa vicenda nel gennaio 2014 la De Girolamo ha rassegnato le dimissioni da Ministro delle politiche agricole alimentari e forestali.
A ottobre 2020 l'accusa ha chiesto una pena di 8 anni. Il 10 dicembre dello stesso anno, assieme agli altri imputati, è stata assolta perché il fatto non sussiste, in quanto responsabile di condotte censurabili sul piano politico, ma non penalmente rilevanti. Il processo d'appello per il reato di concussione è iniziato nel 2022.
Nell'ottobre 2022, la Corte d'Appello di Benevento ha confermato il verdetto di primo grado, assolvendo la De Girolamo «perché il fatto non sussiste». Alla fine di quel mese ha partecipato al congresso del Partito Radicale dove ha modo di raccontare la sua esperienza giudiziaria.

### Violenza privata
Per un'altra vicenda risalente al marzo 2018, la De Girolamo, accusata di tentata violenza privata nei confronti di una giornalista, è stata assolta nel settembre 2021 con la motivazione che «il fatto non sussiste».

## Vita privata
Il 23 dicembre 2011 si è sposata in municipio con il deputato del Partito Democratico Francesco Boccia, che successivamente sarebbe stato ministro per gli affari regionali e le autonomie nel governo Conte II. Il 9 giugno 2012 la coppia ha avuto una bambina, Gea. Si professa cattolica.

## Televisione
- Non è l'Arena (LA7, 2018-2021) opinionista
- Ballando con le stelle (Rai 1, 2019) concorrente
- La vita in diretta (Rai 1, dal 2019) opinionista
- Ciao maschio (Rai 1, dal 2021)
- Stasera Italia (Rete 4, 2021) opinionista
- Piazzapulita (LA7,  2021-2023) opinionista
- Controcorrente (Rete 4, 2021-2023) opinionista
- Estate in diretta (Rai 1, 2023-2024)
- Avanti popolo (Rai 3, 2023-2024)

## Radio
- Maschio selvaggio (Rai Radio 2, 2025)